# Tomica Milosavljević

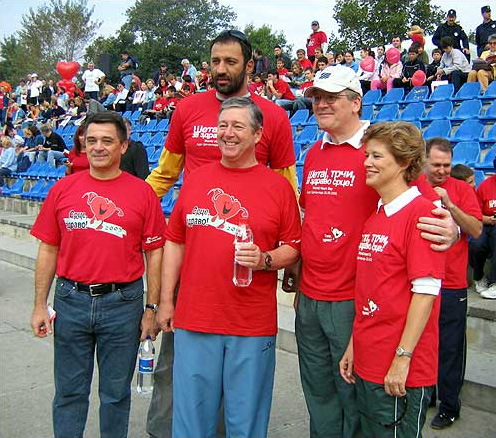
Tomica Milosavljević (ganz links) bei einem Event anlässlich des World Heart Days 2005

Tomica Milosavljević (* 24. Dezember 1955 in Kruševac) ist ein serbischer Mediziner und Politiker. Er war Gesundheitsminister in der Regierung Serbiens/2007–2008 und bis zum 28. Januar 2011 Gesundheitsminister in der Serbischen Regierung unter Mirko Cvetković. Milosavljević gehörte der Partei G17 Plus an. Er ist außerdem Professor an der Universität Belgrad.